# Taipei 101

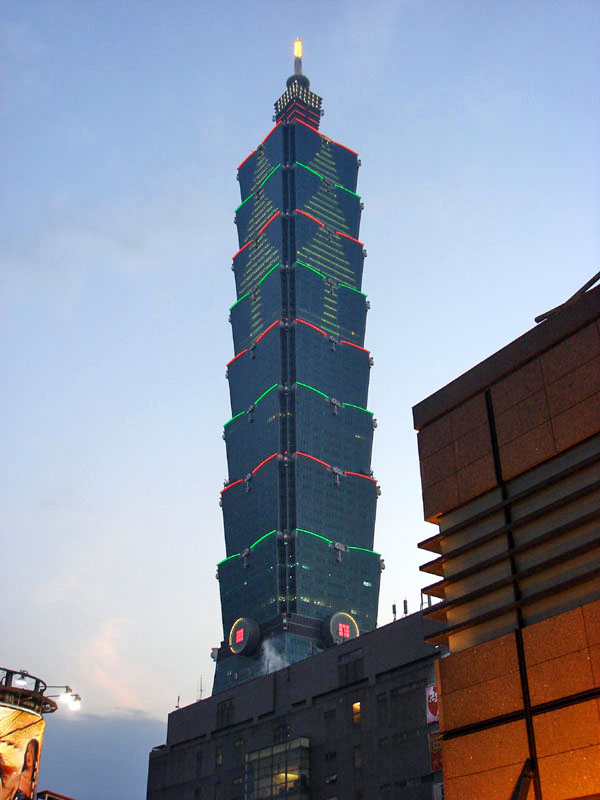
Taipei 101, luminile de Crăciun în decembrie 2005

Taipei 101 (臺北101 în chineza tradițională, 台北101 în chineza simplificată, Táiběi Yīlíngyī în hanyu pinyin) este un bloc zgârie-nori în Taipei, Taiwan (Republica Chineză). Planificat de C.Y. Lee & Partners și construit de KTRT Joint Venture, Taipei 101 este actualmente al doilea cel mai înalt bloc din lume, după Burj Dubai. Numele său original este Centrul Financiar Taipei, bazat pe numele său oficial în limba chineză: 臺北國際金融中心/Táiběi Guójì Jīnróng Zhōngxīn (Centrul Financiar Internațional Taipei). Blocul este numit Taipei 101 pentru că are 101 de etaje. Acesta are o înălțime de 508 m.